# Croton micans
Croton micans là một loài thực vật có hoa trong họ Đại kích. Loài này được Sw. mô tả khoa học đầu tiên năm 1800.

## Hình ảnh

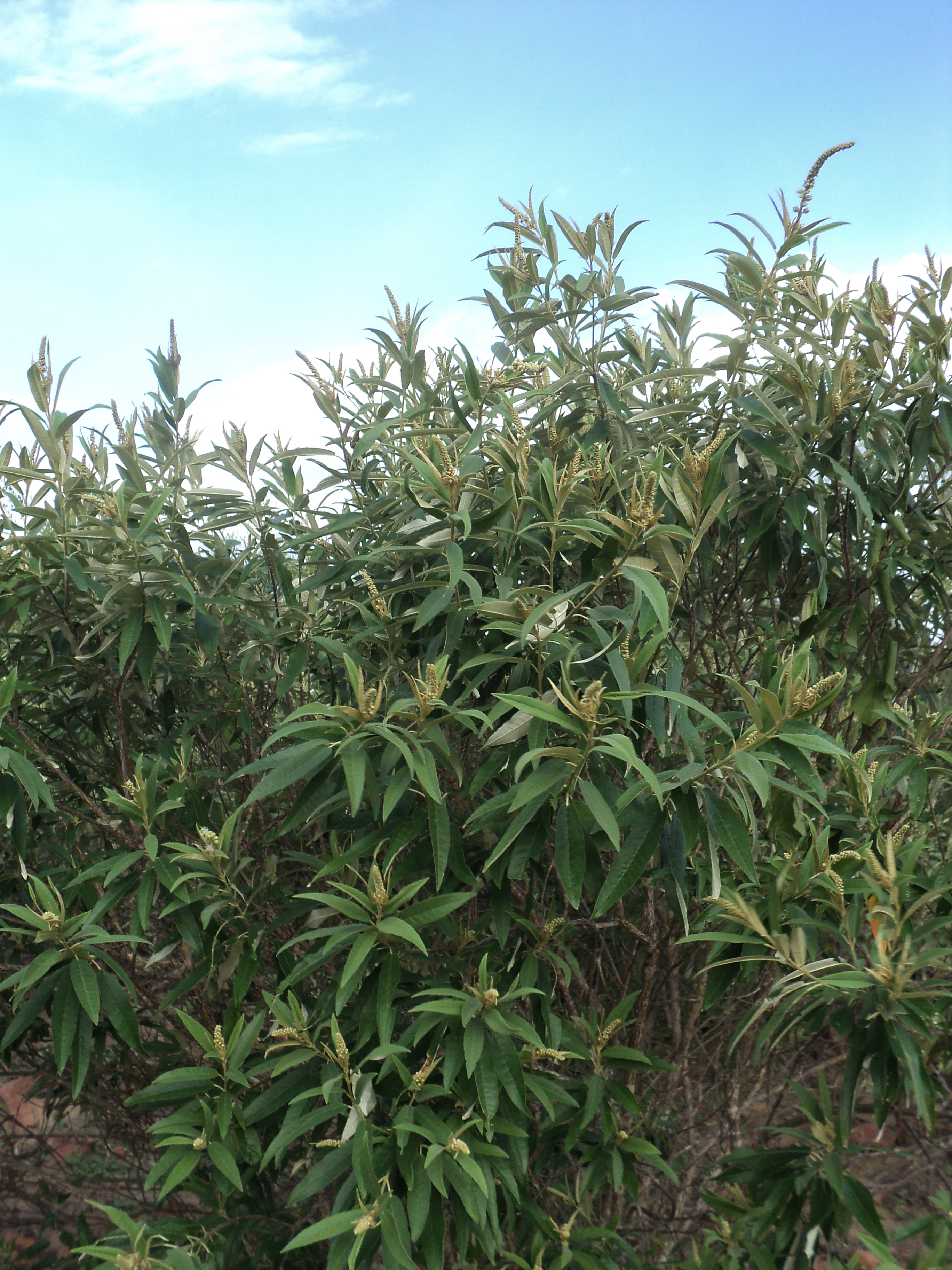